# The Fox Chase
Pour plus de détails, voir Fiche technique et Distribution.
The Fox Chase est un court métrage d'animation américain de la série Oswald le lapin chanceux, produit par les studios Disney et sorti le 25 juin 1928.

## Synopsis
Un matin, Oswald et ses amis se lancent dans la forêt au son de deux cors pour une campagne de chasse au renard, effrayant les animaux des bois. Mais le renard est futé.

## Fiche technique

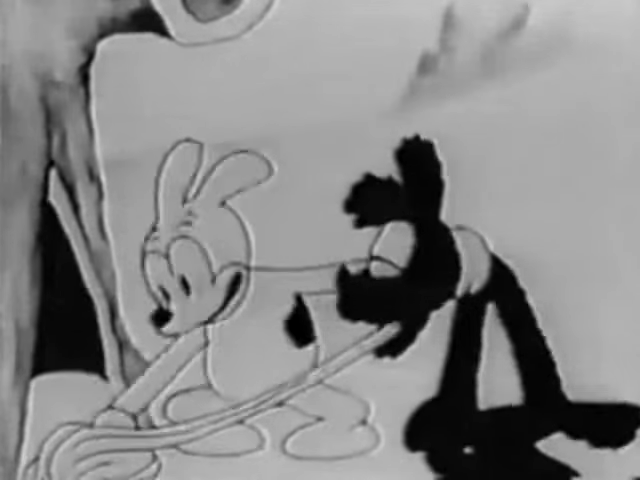
Une des scènes du dessin animé.

- Titre : The Fox Chase
- Série : Oswald le lapin chanceux
- Réalisateur : Walt Disney
- Animateur[1]: Hugh Harman, Rollin Hamilton
- Camera[1]: Mike Marcus
- Production : Charles Mintz
- Société(s) de production : Disney Brothers Studios sous contrat de Robert Winkler Productions
- Société(s) de distribution : Universal Pictures
- Pays d’origine :  États-Unis
- Langue originale : anglais américain
- Format d'image : Noir et Blanc
- Durée : 5 minutes
- Date de sortie : 25 juin 1928[1],[2],[3]
- Licence[1] :
  - Dépôt de copyright : 6 juin 1928 par Universal

## Commentaires
Ce film a fait l'objet de deux remakes, avec comme principal élément de similitude que les trois films se terminent à peu près de la même manière, une moufette dans un arbre creux :
- la Silly Symphony The Fox Hunt (1931)
- La Chasse au renard (1938) mettant en scène les personnages de Donald Duck et Dingo.